# Peter Pearson (calciatore)
Peter Pearson (Virginia Beach, 17 dicembre 1995) è un calciatore santaluciano con cittadinanza statunitense, centrocampista del Duluth e della nazionale santaluciana.

## Carriera

### Club
Ha giocato nelle serie minori del campionato statunitense.

### Nazionale
Il 9 giugno 2022 ha esordito con la nazionale santaluciana, disputando l'incontro di CONCACAF Nations League vinto per 0-1 contro la Dominica.

## Statistiche

### Presenze e reti nei club
Statistiche aggiornate al 20 settembre 2022.
| Stagione             | Squadra              | Campionato           | Campionato | Campionato | Coppe nazionali | Coppe nazionali | Coppe nazionali | Coppe continentali | Coppe continentali | Coppe continentali | Altre coppe | Altre coppe | Altre coppe | Totale | Totale |
| Stagione             | Squadra              | Comp                 | Pres       | Reti       | Comp            | Pres            | Reti            | Comp               | Pres               | Reti               | Comp        | Pres        | Reti        | Pres   | Reti   |
| -------------------- | -------------------- | -------------------- | ---------- | ---------- | --------------- | --------------- | --------------- | ------------------ | ------------------ | ------------------ | ----------- | ----------- | ----------- | ------ | ------ |
| 2016                 | C.V. Fuego           | USL PDL              | 10         | 1          |                 | -               | -               |                    | -                  | -                  |             | -           | -           | 10     | 1      |
| 2017                 | Chattanooga FC       | NPSL                 | 10         | 0          |                 | -               | -               |                    | -                  | -                  |             | -           | -           | 10     | 0      |
| 2018                 | Des Moines Menace    | USL PDL              | 14         | 1          |                 | -               | -               |                    | -                  | -                  |             | -           | -           | 14     | 1      |
| 2019                 | S.G. Tormenta        | USL1                 | 0          | 0          | USOC            | 1               | 0               |                    | -                  | -                  |             | -           | -           | 1      | 0      |
| feb.-mar. 2020       | Oakland Roots        | NISA                 | 2          | 0          |                 | -               | -               |                    | -                  | -                  |             | -           | -           | 2      | 0      |
| ago.-ott. 2020       | Oakland Roots        | NISA                 | 2+4        | 0          |                 | -               | -               |                    | -                  | -                  |             | -           | -           | 6      | 0      |
| Totale Oakland Roots | Totale Oakland Roots | Totale Oakland Roots | 4+4        | 0          |                 | -               | -               |                    | -                  | -                  |             | -           | -           | 8      | 0      |
| 2021                 | North Carolina FC    | USL1                 | 24         | 2          |                 | -               | -               |                    | -                  | -                  |             | -           | -           | 24     | 2      |
| 2022                 | Greenville Triumph   | USL1                 | 9          | 0          | USOC            | 2               | 0               |                    | -                  | -                  |             | -           | -           | 11     | 0      |
| Totale carriera      | Totale carriera      | Totale carriera      | 75         | 4          |                 | 3               | 0               |                    | -                  | -                  |             | -           | -           | 78     | 4      |

### Cronologia presenze e reti in nazionale
| Cronologia completa delle presenze e delle reti in nazionale ― Saint Lucia | Cronologia completa delle presenze e delle reti in nazionale ― Saint Lucia | Cronologia completa delle presenze e delle reti in nazionale ― Saint Lucia | Cronologia completa delle presenze e delle reti in nazionale ― Saint Lucia | Cronologia completa delle presenze e delle reti in nazionale ― Saint Lucia | Cronologia completa delle presenze e delle reti in nazionale ― Saint Lucia | Cronologia completa delle presenze e delle reti in nazionale ― Saint Lucia | Cronologia completa delle presenze e delle reti in nazionale ― Saint Lucia |
| Data                                                                       | Città                                                                      | In casa                                                                    | Risultato                                                                  | Ospiti                                                                     | Competizione                                                               | Reti                                                                       | Note                                                                       |
| -------------------------------------------------------------------------- | -------------------------------------------------------------------------- | -------------------------------------------------------------------------- | -------------------------------------------------------------------------- | -------------------------------------------------------------------------- | -------------------------------------------------------------------------- | -------------------------------------------------------------------------- | -------------------------------------------------------------------------- |
| 9-6-2022                                                                   | Roseau                                                                     | Dominica                                                                   | 0 – 1                                                                      | Saint Lucia                                                                | CONCACAF Nations League 2022-2023 - 1º turno                               | -                                                                          | 66’                                                                        |
| 12-6-2022                                                                  | Gros Islet                                                                 | Saint Lucia                                                                | 2 – 0                                                                      | Anguilla                                                                   | CONCACAF Nations League 2022-2023 - 1º turno                               | -                                                                          | 85’                                                                        |
| Totale                                                                     |                                                                            | Presenze                                                                   | 2                                                                          |                                                                            | Reti                                                                       | 0                                                                          |                                                                            |